# 科罗纳多
科罗纳多（英語：Coronado）是美国加利福尼亚州聖迭戈縣下属的一座城市，与聖地牙哥市中心隔湾相望。建市于1890年12月11日，陆地面积大约为7.93平方英里（20.5平方公里）。根据2010年美国人口普查，该市有人口24,697人。
因 Coronado 在西班牙语里的意思是“加冕”，故该市的昵称为“皇冠城”（The Crown City）。

## 地理

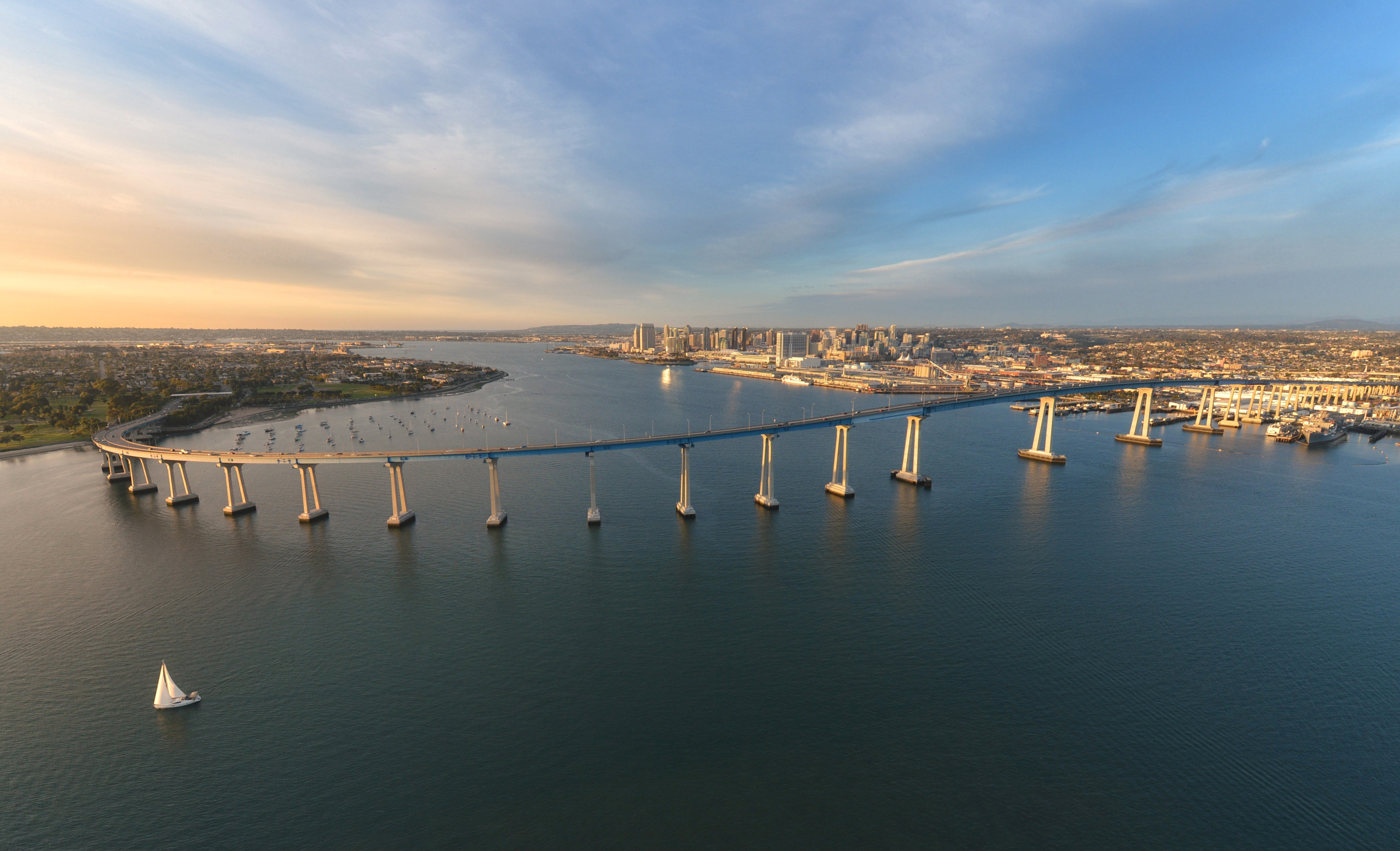
圣地亚哥-科罗那多大桥

据美国人口普查局统计，该市总面积为32.7平方英里（85平方公里）; 其中，7.9平方英里（20.5平方公里）为陆地，24.7平方英里（64平方公里）（75.72％）是水。
科罗那多是一个半岛，通过一片细长的名为Silver Strand的土地在南边与大陆相连。Silver Strand，科罗那多和北岛形成圣地亚哥湾。1969年，圣地亚哥 - 科罗纳多大桥开通，允许城市之间的交通时间缩短，比之前的海湾渡轮或沿着Silver Strand的75号州道行驶要快得很多。但现今，上下班高峰时，大桥交通通常非常拥堵。
美国海军在二战期间填补了北岛和科罗那多之间的区域。现今，该区域属于北岛海军航空站。

## 旅游

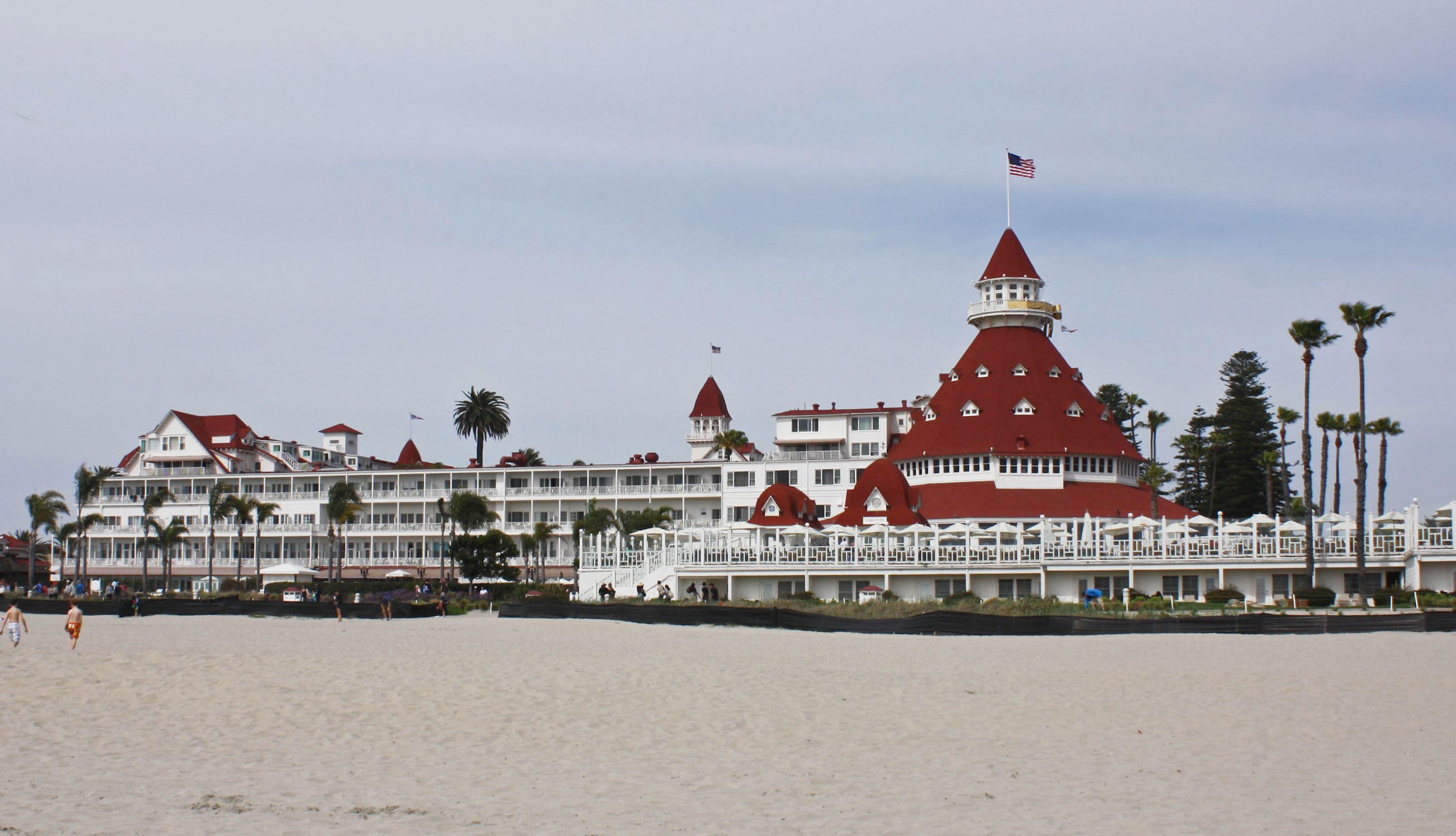
科罗纳多酒店

科罗纳多酒店是该市的一个重要地标。其在1977年被指定为国家历史地标，并有许多各界名流下榻过此家酒店。该酒店出现在无数电影和书籍中。
此外，市中心的奥兰治大道商业群和科罗那多沙滩亦是众多游客的必去之地。